# My Love Your Love(たったひとりしかいない あなたへ)
「My Love Your Love (たったひとりしかいない あなたへ)」（マイ・ラブ ユア・ラブ たったひとりしかいないあなたへ）は、渡辺美里の楽曲で、1996年6月17日にEpic/Sony Records（現・エピックレコードジャパン）より発売された31枚目のシングル。

## 概要
10枚目のアルバム『Spirits』からの先行シングル。表題曲「My Love Your Love (たったひとりしかいない あなたへ)」は渡辺自身が作詞作曲を手掛けており、日本テレビ系『アトランタ・オリンピック』TV放送のテーマ・ソングとして使用された。
レコチョクのサイトでは「渡辺美里にはどこか少年のような魅力がある。曲は彼女の中にある汚れなきロマンティシズムを、大いなる愛の歌へと昇華させた珠玉のバラード・ナンバー。トム・ソーヤーの精神を忘れた大人たちに是非聴いて欲しい、懐かしくて、あったかい名曲。」と評されている。
カップリング曲の「愛しき者よ」は、2024年1月現在アルバム未収録となっている。

## 収録曲
- 全作詞：渡辺美里

1. My Love Your Love(たったひとりしかいない あなたへ)　
作曲：渡辺美里／編曲：佐久間正英
2. 愛しき者よ　
作曲：伊秩弘将／編曲：奈良部匠平
3. My Love Your Love(たったひとりしかいない あなたへ) (Instrumental Version)

## 収録アルバム
- 『Spirits』 (#3)
- 『Sweet 15th Diamond』 (Disc.2 #1)
- 『M・Renaissance〜エム・ルネサンス〜』 (Disc.1 #16)
- 『25th Anniversary Misato Watanabe Complete Single Collection〜Song is Beautiful〜』  (Disc.3 #4)
- 『美里うたGolden BEST』 (Disc.1 #15)
- 『harvest』 (Disc.3 #8)